# Peter Zedler
Hans-Peter Zedler (* 2. August 1945) ist deutscher Pädagoge.

## Leben
Nach der Promotion (Probleme der Legitimation und der Begründung von Normen unter besonderer Berücksichtigung derselben innerhalb der erziehungswissenschaftlichen Theoriebildung) 1974 zum Dr. phil. in Münster und der Habilitation 1983 lehrte er ab 1988 als Professor in Hagen und später als Professor für Allgemeine Erziehungswissenschaft und empirische Bildungsforschung an der Universität Erfurt.

## Schriften (Auswahl)
- Zur Logik von Legitimationsproblemen. Möglichkeiten der Begründung von Normen. München 1976, ISBN 3-466-30151-3.
- Einführung in die Wissenschaftstheorie der Erziehungswissenschaft. Düsseldorf 1983, ISBN 3-590-14257-X.
- Gruppenarbeit in der Berufsausbildung. Bericht über die Ergebnisse eines Modellversuchs beim tbz Eisenach. Erfurt 1999, ISBN 3-9807056-1-7.
- Theorien der Erziehungswissenschaft. Einführung in Grundlagen, Methoden und praktische Konsequenzen. Weinheim 2002, ISBN 3-8252-8219-8.